# Мартенс, Корентен
Коренте́н да Си́льва Марте́нс (фр. Corentin da Silva Martins; род. 11 июля 1969, Брест) — французский футболист, играл на позиции атакующего полузащитника; тренер.

## Клубная карьера
Профессиональную карьеру игрока начал в 1987 году в родном клубе «Брест». В 1991 году перешёл в «Осер», которым в то время руководил Ги Ру. В сезоне Мартенс помог клубу дойти до полуфинала Кубка УЕФА 1992/93. А через четыре года клуб оформил золотой дубль.
В июле 1996 года подписал контракт с испанским «Депортиво Ла-Корунья». И уже в первом сезоне за новый клуб посадил на скамейку такого игрока, как Джалминья. В январе 1998 года Мартенс вернулся во Францию, присоединившись к «Страсбуру».
Сезон 1999/2000 провёл в аренде в «Бордо», за который сыграл 30 матчей. После чего вернулся в «Страсбур» и играл в нём до 2004 года. Карьеру завершил в сезоне 2004/05 в «Клемроне».
Сезон 2006/07 провёл в качестве главного тренера французского клуба «Кемпер Корнуай».

## Карьера за сборную
Дебют за сборную Франции состоялся в матче квалификации на чемпионат мира 1994 против сборной Австрии (1:0). Всё за сборную Мартенс провёл 14 матчей и забил 1 гол. Единственный мяч он забил 22 марта 1994 года в товарищеском матче против сборной Чили, установив окончательный счёт 3:1 в пользу «триколора».
Вошёл в состав сборной на чемпионат Европы 1996 года в Англии, где Франция взяла бронзовые медали.